# 多殻目
多殻目（たかくもく）は粘液胞子虫の1群で、2科3属120種ほどから成る目。主に海産魚類の筋肉組織内に寄生して粘液胞子を形成する。粘液胞子を囲む殻（殻片）が3つ以上あり、それぞれ1つの極嚢を持つことを特徴とする。放線胞子ステージについての知見は得られていない。

## 特徴
胞子は放射相称状に3つ以上の殻片(shell valve)に囲まれており、基本的にそれぞれが1つずつの極嚢(polar capsule)をもっている。殻片同士の接する縫合線(suture line)は多くの場合明瞭でない。

## 分類
かつては殻片の数によってTrilosporidae (3), Kudoidae (4), Pentacapsulidae (5), Hexacapsulidae (6), Septemcapsulidae (7)と分類されていたが、分子系統解析で殻片が5つ以上の種は殻片が4つのKudoa属に内包されることが明らかとなり、全てクドア科クドア属へ統合された。
- Trilosporidae Shulman, 1959
殻片が3つ。
  - Trilospora
T. californica、T. muscularisほか数種が知られている[1]。
  - ユニカプスラ Unicapsula
3つの極嚢のうち2つが退縮しており、光学顕微鏡下では1つしか観察できない。クドア同様に食中毒の原因となっている可能性がある。13種[2]。
- クドア科 Kudoidae Meglitsch, 1960
殻片が4つ以上。
  - クドア Kudoa
種によるが、感染によって魚肉の美観が損なわれる、あるいは感染に気付かず生食すると食中毒の原因となるとして注目されている。およそ110種[2]。

これ以外に殻片の数から多殻目に位置づけられているが、分類不詳のOctospina tongrensisとTrilosporoides platessaeが知られている。